# アンディ・リー (ボクサー)
アンディ・リー（Andy Lee、1984年6月11日 - ）は、アイルランドの元プロボクサー。イギリス、ロンドンのボウ出身。元WBO世界ミドル級王者。アイリッシュ・トラヴェラー初の世界王者。

## 来歴
1984年にロンドンでアイルランド人の両親の元に生まれ、1988年にアイルランドのリムリックへ引っ越した。

### アマチュア時代
2002年にサンティアーゴ・デ・クーバで行われた世界ジュニア選手権のミドル級(75kg)に出場し、イスマイル・シラクやヘスス・ゴンザレスに勝利したものの決勝でノエルヴィス・ディアスに敗れ銀メダルを獲得した。
2003年7月、バンコクで開催された世界ボクシング選手権大会のミドル級(75kg)に出場し、2回戦でこの大会で金メダルを獲得するゲンナジー・ゴロフキンに敗れた。
2004年2月、クロアチアプーラで行われたヨーロッパアマチュアボクシング選手権のミドル級(75kg)に出場し、銅メダルを獲得し、アテネオリンピックへの出場権を獲得した。
2004年7月、スペインマドリードで行われた欧州連合アマチュアボクシング選手権のミドル級(75kg)に出場し、銀メダルを獲得した。
2004年8月、アテネオリンピックミドル級(75kg)に出場し、1回戦でアルフレド・アングロに勝つが、2回戦でハッサン・ヌダム・ヌジカムに敗れメダルに手が届かなかった。
エマニュエル・スチュワートと契約しプロへ転向。アメリカへ移住した。

### プロ時代
2006年3月10日、ミシガン州デトロイトにあるジョー・ルイス・アリーナでデビュー戦を行い、6回3-0（2者が60-51、60-54）の判定勝ちを収めデビュー戦を白星で飾った。
2007年3月16日、ニューヨーク市にあるマディソン・スクエア・ガーデンで元WBA世界スーパーウェルター級王者のカール・ダニエルズと対戦し、3回2分36秒KO勝ちを収めた。
2007年12月15日、ダブリンのナショナル・スタジアムでジェイソン・マッケイとアイルランドスーパーミドル級王座決定戦を行い、マッケイの6回終了時棄権で王座獲得に成功した。
2008年3月21日、コネチカット州アンキャスヴィルのモヒガン・サンでブライアン・ベラと対戦し、プロ初黒星となる7回2分17秒TKO負けを喫した。
2008年7月19日、リムリックのリムリック大学アリーナでウィリー・ギブスと対戦し、10回2分46秒TKO勝ちを収め再起に成功した。
2011年3月12日、コネチカット州レッドヤード市のフォックスウッズ・リゾート・カジノ内にあるMGMグランド・アット・フォックスウッズでクレイグ・マキューアンと対戦し、10回56秒TKO勝ちを収めた。この試合はリーにとってワールドチャンピオンシップボクシングデビュー戦となった。
2011年5月18日、イリノイ州ローズモントのドナルド・E．スティーブンス・コンベンションセンターでアレックス・ブネマとNABA北米ミドル級王座決定戦並びにNABF北米ミドル級王座決定戦を行い、10回3-0（3者共に100-90）の判定勝ちを収め王座獲得に成功した。 
2012年6月16日、テキサス州エルパソのサン・ボウル・スタジアムでWBC世界ミドル級王者のフリオ・セサール・チャベス・ジュニアと対戦し、7回2分21秒TKO負けを喫し王座獲得に失敗した。
2013年2月9日、ベルファストのオデッセイ・アリーナでアンソニー・フィッツジェラルドと対戦し、10回判定勝ちを収め再起に成功した。
2014年6月7日、ニューヨークのマディソン・スクエア・ガーデンのミゲール・コット対セルヒオ・マルチネスの前座でジョン・ジャクソンとNABF北米スーパーウェルター級王座決定戦を行い、5回1分17秒KO勝ちを収めNABF2階級制覇を達成した。なお当初4月26日にゲンナジー・ゴロフキンに挑戦する予定だったが、ゴロフキンの父が心臓発作で急死したため喪に服すため急遽ジャクソンが相手になった。
2014年12月13日、ネバダ州ラスベガスのザ・コスモポリタン・オブ・ラスベガス内チェルシー・ボール・ルームのでティモシー・ブラッドリー対ディエゴ・ガブリエル・チャベスの前座でピーター・クイリンの王座返上に伴いWBO世界ミドル級1位のマット・コロボフとWBO世界ミドル級王座決定戦を行い、6回1分10秒TKO勝ちを収め王座獲得に成功した。
2015年4月11日、バークレイズ・センターのダニー・ガルシア対ラモン・ピーターソンの前座で元WBO世界ミドル級王者でWBO世界ミドル級2位のピーター・クイリンと対戦し初防衛を目指す予定だったが、クイリンが前日計量の1回目で161.4ポンド（73.21キロ）を計測し、1時間半後の再計量でも160.6ポンド（72.85キロ）を計測し体重超過となった為、ノンタイトル12回戦に変更して対戦し、12回1-1（113-112、113-113、112-113）の判定で引き分けた。
2015年8月14日、同年9月19日にリムリックのトモンド・パークでWBO世界ミドル級1位のビリー・ジョー・ソーンダースと指名試合を行い初防衛を目指す予定だったが、リーがウイルス性の病気にかかり延期となった。
2015年9月2日、同年10月10日にマンチェスターのマンチェスター・アリーナで延期となっていたWBO世界ミドル級1位のビリー・ジョー・ソーンダースとの指名試合を行う予定だったが、今度はソーンダースがスパーリング中に右眉をカットして試合が再び延期となった。
2015年12月19日、マンチェスターのマンチェスター・アリーナでWBO世界ミドル級1位のビリー・ジョー・ソーンダースと対戦し、12回0-2（113-113、112-114、111-115）の判定負けを喫し初防衛に失敗、王座から陥落した。
2018年2月20日、現役引退を表明、アイルランドのインターネットラジオ局「Off The Ball」の解説者になった。

## 獲得タイトル
- アイルランドスーパーミドル級王座
- NABA北米ミドル級王座
- NABF北米ミドル級王座
- NABF北米スーパーウェルター級王座
- WBO世界ミドル級王座（防衛0）